# جوزف ليستر
جوزف ليستر (بالإنجليزية: Joseph Lister)‏ هو طبيب جراح بريطاني يعتبر من أعظم الأطباء على مر العصور فهو مخترع التعقيم في العمليات الجراحية.

## حياته
ولد جوزف ليستر في مدينة أبتون في إنجلترا سنة 1827 وفي سنة 1852 حصل على شهادة الطب من جامعة لندن حيث كان طبيبا متميزا ولذلك أصبح الجراح الرسمي لمستشفى غلاسكو الملكي في عام 1861 وبقي في هذا المنصب لمدة ثماني سنوات وخلال هذه الفترة بدأ يستخدم تقنيات التطهير والتعقيم في أقسام الجراحة التابعة للمشفى وفي عام 1877 أصبح أستاذ الجراحة السريرية في كلية الملك في لندن واستمر في هذا المنصب لمدة خمسة عشر عاما وقد نال كثيرا من الحفاوة والتكريم في أواخر حياته عندما بدأت أفكاره عن التعقيم تلاقي قبولا وانتشارا بين الأطباء في أوروبا وأمريكا فقد أصبح رئيس الجمعية الملكية البريطانية وطبيب الملكة فكتوريا الخاص وقد تزوج ولكنه لم ينجب أطفالا وعاش حتى الثمانين وتوفي عام 1912 في مدينة والد في انكلترة.

## التعليم

### الجامعة
طالبت الجامعة منذ عام 1837، أن يحصل كل طالب على درجة بكالوريوس في الآداب قبل بدء التدريب الطبي. درس ليستر الفنون ليحصل على درجة البكالوريوس. حضر ليستر إحدى العمليات الشهيرة للجراح روبرت ليتسون في ديسمبر 1846، والتي أجرى خلالها بتر لأحد أطراف المريض، استخدم أثناء العملية الإيثر للتخدير وتولى ذلك زميل ليستر ويليام سكوير.
تخرج ليستر بدرجة امتياز في الأدب الكلاسيكي وعلم النبات في عام 1847. أصيب ليستر أثناء دارسته بالجدري، وعاني من وعكة صحية بعد عام من وفاة شقيقه الأكبر. أدى فقدانه لأخيه مع الضغوط الدراسية إلى انهياره العصبي. قضى ليستر بعدها إجازة طويلة في أيرلندا، ما أخر بدء دراسته الطبية في الجامعة لأكثر من عام.
بدأ ليستر دراسته الطبية في أكتوبر 1848، أبدى خلالها اهتماما واضحًا بعلم الأنسجة وعلم وظائف الأعضاء التجريبي. كان ليستر عضوًا فعالًا في جمعية المناظرة الجامعية وجمعية المشافي الطبية. أهداه والده مجهرًا في خريف عام 1849.
كان محاضرو ليستر الرئيسيون هم: جون ليندلي (1799-1865) أستاذ علم النبات، وتوماس جراهام (1805-1869) أستاذ الكيمياء، وروبرت إدموند جرانت (1793-1874) أستاذ التشريح المقارن، وجورج فينر إليس (1812-1900) أستاذ التشريح، وويليام بنجامين كاربنتر (1813-1885) أستاذ الطب الشرعي. كان لوارتون جونز (1808-1891) أستاذ طب وجراحة العيون، وويليام شاربي (1802-1880) أستاذ علم وظائف الأعضاء الأثر الأكبر على ليستر. أعجب ليستر بمحاضرات الدكتور شاربي، ما دفعه إلى الاهتمام بعلم وظائف الأعضاء وعدم الابتعاد عنه. تحدث ليستر أيضا عن ليندلي وجراهام في كتاباته.
أعجب توماس هنري هكسلي بأسلوب وارتون جونز، وأثنى على محاضراته في علم وظائف الأعضاء. احتل المرتبة الأولى بعدد الاكتشافات في مجال علم وظائف الأعضاء. اشتهر أيضًا كجراح عيون وهو مجاله الرئيسي. أجرى بحثًا حول الدورة الدموية وظواهر الالتهاب، أجريت التجارب على أنسجة الضفدع وجناح الخفاش، وهو من اقترح طريقة البحث هذه على ليستر. أُطلق على شاربي لقب والد علم وظائف الأعضاء الحديث، وكان أول من ألقى سلسلة من المحاضرات حول هذا الموضوع، والذي كان يعتبر سابقًا جزءًا من علم التشريح. درس شاربي في جامعة إيدنبوغ، ذهب بعدها إلى باريس لدراسة الجراحة السريرية تحت إشراف عالم التشريح الفرنسي غيوم دوبويترين، والعمليات الجراحية تحت إشراف جاك ليسفرانك دي سانت مارتن. التقى شاربي أثناء وجود في باريس بشخص يدعى سيم وأصبحا صديقين مدى الحياة. انتقل بعدها إلى إدنبرة ودرس علم التشريح مع زميله ألين تومسون. غادر إدنبرة عام 1836، ليصبح أول أستاذ لعلم وظائف الأعضاء في جامعة لندن.

## التعقيم
على يد هذا العالم الجليل أنقذت أرواح الملايين من الذين أجريت لهم عمليات جراحية حيث كان مخترع التعقيم.
فقد فزع ليستر من عدد الذين يموتون بعد العمليات الجراحية وحاول ليستر أن يكون العنبر الذي يجرى فيه عملياته نظيفا إلى أقصى حد ولكنه لم ينقذ أو يقلل من عدد الموتى.
و في سنة 1865 قرأ بحثا للعالم والطبيب الفرنسي الشهير لويس باستور وعرف منه نظرية الجراثيم المرضية وهي بأن الجراثيم هي التي تؤدي إلى الإصابة بالأمراض.
و من هنا وجد ليستر المفتاح لأنه إذا كانت الجراثيم هي التي تؤدى إلى المرض إذا لابد من قتل هذه الجراثيم حتى لا تدخل جسم المريض فاستخدم حامض الكاربوليك كمادة مطهرة وكان ليستر يطهر يديه وملابسه وكل الأدوات التي يستخدمها في العملية كما كان ينثر حامض الكاربوليك في هواء غرفة العمليات. وكانت النتيجة هبوطا دراماتيكيا في عدد الوفيات مابعد العمل الجراحي، فقد انخفضت نسبة الوفيات في جناح الجراحة من 45% في عام 1861 إلى 15% في عام 1869.

## انتشار نظرية التعقيم وقبول المجتمع العلمي لها
نشر ليستر أول بحث له عن الإجراءات المطهرة قبل العمليات الجراحية في عام 1867 وقام بعدة رحلات إلى ألمانيا والولايات المتحدة الأمريكية وقام بإلقاء محاضرات دافع فيها عن نظريته الجديدة ولكن أغلب الأطباء لم يكونوا مقتنعين بأفكاره ولكن بعد مرور الوقت بدأت فكرة التعقيم تلاقي قبولا واسعا بين جماهير الأطباء وخاصة في أوروبا ومدينة لندن. إن تجديدات ليستر أحدثت ثورة في عالم الجراحة وأنقذت ملايين الأرواح وسمحت بإجراء عمليات جراحية لم يكن الأطباء ليحاولوا إجراءها في الأزمنة السابقة عندما كان خطر العدوى والأخماج عظيما

## أهمية ليستر وأهمية اختراعه
يعتبر ليستر وبلا شك أحد أعظم الأطباء على مر العصور فهو مؤسس علم التعقيم . و هذا الاكتشاف الفريد من نوعه غير وجه الجراحة ووجه الطب إلى الأبد.

## روابط خارجية
- جوزف ليستر على موقع الموسوعة البريطانية (الإنجليزية)
- جوزف ليستر على موقع إن إن دي بي (الإنجليزية)